# Premi Lenin de la Pau entre els pobles

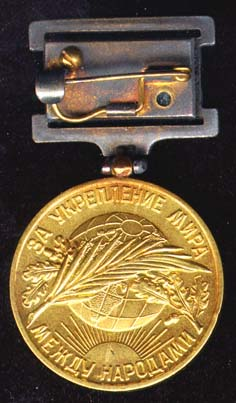
Medalla del Premi Lenin de la Pau

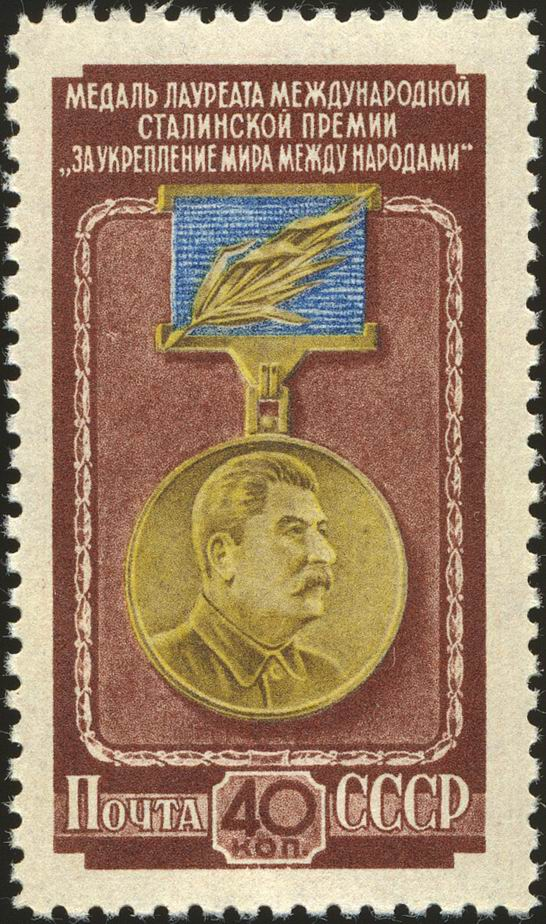
Segell amb el Premi Stalin de la Pau (1953)

El Premi Lenin de la Pau entre els pobles (rus: Международная Ленинская премия «За укрепление мира между народами») era un guardó soviètic equivalent al Premi Nobel. En el moment de la seva creació va ser batejat amb el nom de Premi Stalin de la Pau entre els pobles i, després de la desestalinització, adoptà el seu nom definitiu. Cal no confondre'l amb el Premi Lenin.
El premi va ser creat el 1949 per decret de la Presidència del Soviet Suprem de l'URSS en honor de Stalin, per celebrar el seu 70è aniversari (tot i que realment en complia 71). A diferència del seu equivalent, el Premi Nobel de la Pau, el Premi Stalin i el Premi Lenin es concedí a diverses persones anualment, en lloc d'un únic receptor.
Després de la denúncia de l'estalinisme per part de Nikita Khrusxov al 20è congrés del Partit el 1956, el premi va ser rebatejat, canviant la referència de Stalin per la de Lenin. Arran d'això se sol·licità a aquells que ja l'havien rebut que la restituïssin per tal de rebre el Premi Lenin.
El 1989, la Presidència del Soviet Suprem de l'URSS modificà el nom pel de Premi Lenin de la Pau, i dos anys després, amb la dissolució de la Unió Soviètica, deixà d'atorgar-se.

## Llista de premiats
- Frédéric Joliot-Curie (1950)
- Soong Ching-ling (Madame Sun Yat-sen) (1950)
- Hewlett Johnson (1950)
- Eugénie Cotton (1950)
- Arthur Moulton (1950)
- Pak Chong Ae (1950)
- Heriberto Jara Corona (1950)
- Guo Moruo (1951)
- Monica Felton (1951)
- Oyama Ikuo (1951)
- Pietro Nenni (1951)
- Anna Seghers (1951)
- Jorge Amado (1951)
- Johannes Becher (1952)
- Eliza Branco (1952)
- Ilià Erenburg (1952)
- Rev. James Gareth Endicott (1952)
- Yves Farge (1952)
- Saifuddin Kitchlew (1952)
- Paul Robeson (1952)
- Andrea Andreen (1953)
- John Desmond Bernal (1953)
- Isabelle Blume (1953)
- Howard Fast (1953)
- Andrew Gaggiero (1953)
- Leon Kruczkowski (1953)
- Pablo Neruda (1953)
- Nina Vassílevna Popova (1953)
- Sir Sahib-singh Sokhey (1953)
- Pierre Cot (1953)
- Alain Le Léap (1954)
- Baldomero Sanín Cano (1954)
- Prijono (1954)
- Bertolt Brecht (1954)
- André Bonnard (1954)
- Thakin Kodaw Hmaing (1954)
- Felix Iversen (1954)
- Nicolás Guillén (1954)
- Denis Nowell Pritt (1954)
- Lázaro Cárdenas del Río (1955)
- Mohammed Al-Ashmar (1955)
- Karl Joseph Wirth (1955)
- Tôn Đức Thắng (1955)
- Akiko Seki (1955)
- Ragnar Forbeck (1955)
- Louis Aragon (1957)
- Emmanuel d'Astier (1957)
- Heinrich Brandweiner (1957)
- Danilo Dolci (b. 1924) (1957)
- Maria Rosa Oliver (b. 1898) (1957)
- Chandrasekhara Venkata Raman (1957)
- Udakandawala Saranankara Thero (1957)
- Nikolay Semenovich Tikhonov (1957)
- Josef Lukl Hromádka (1958)
- Artur Lundkvist (1958)
- Louis Saillant (1958)
- Kaoru Yasui (1958)
- Arnold Zweig (1958)
- Otto Buchwitz (1959)
- W. E. B. DuBois (1959)
- Nikita Khrusxov (1959)
- Ivor Montagu (1959)
- Kostas Vàrnalis (1959)
- Laurent Casanova (1960)
- Cyrus Eaton (1960)
- Achmed Sukarno (1960)
- Fidel Castro (1961)
- Ostap Dlussky (1961), nascut el 1892 a Buczacz
- Rameshvari Neru (1961), nascut el 1886
- Mihail Sadoveanu (1961)
- Antoine Tabet (1961)
- Ahmed Sékou Touré (1961)
- Konstantin Simun (1962)
- István Dobi (1962)
- Olga Poblete de Espinosa (1962)
- Faiz Ahmed Faiz (1962)
- Kwame Nkrumah (1962)
- Pablo Picasso (1962)
- Gueorgui Tràikov (1962)
- Manolis Glezos (1962)
- Modibo Keita (1963)
- Oscar Niemeyer (1963)
- Dolores Ibárruri (1964)
- Rafael Alberti (1964)
- Aruna Asaf Ali (1964)
- Kaoru Ota (1964)
- Miguel Ángel Asturias (1965)
- Mirjam Vire-Tuominen (1965)
- Peter Ayodele Curtis Joseph (1965)
- Giacomo Manzù (1965)
- Jamtsarangiyn Sambuu (1965)
- Herbert Warnke (1966)
- Rockwell Kent (1966)
- Ivan Málek (1966)
- Martin Niemöller (1966)
- David Alfaro Siqueiros (1966)
- Bram Fischer (1966)
- Joris Ivens (1967)
- Nguyen Thi Dinh (1967)
- Jorge Zalamea (1967)
- Romes Chandra (1967)
- Endre Sík (1967)
- Jean Effel (1967)
- Akira Iwai (1968-69), nascut el 1922)
- Jarosław Iwaszkiewicz (1968-69)
- Khaled Mohieddin (1968-69)
- Linus Pauling (1968-69)
- Shafie Ahmed el Sheikh (1924 - 1971) (1968-69)
- Bertil Svahnstrom (1907 - 1972) (1968-69)
- Ludvík Svoboda (1968-69)
- Eric Henry Stoneley Burhop (1970-71)
- Ernst Busch (1970-71)
- Tsola Dragoicheva (1970-71)
- Renato Guttuso (1970-71)
- Kamal Jumblatt (1970-71)
- Alfredo Varela (1970-71)
- James Aldridge (1972)
- Salvador Allende (1972)
- Leonid Bréjnev (1972)
- Enrique Pastorino (1972)
- Luis Corvalán (1973-74)
- Raymond Goor (1973-74)
- Jeanne Martin-Cissé (1973-74)
- Hortensia Bussi de Allende (1975-76)
- János Kádár (1975-76)
- Seán MacBride (1975-76)
- Samora Machel (1975-76)
- Agostinho Neto (1975-76)
- Iannis Ritsos (1975-76)[1]
- Kurt Bachmann (1977-78)
- Freda Yetta Brown (1977-78)
- Angela Davis (1977-78)
- Vilma Espín Guillois (1977-78)
- Kumara Padma Sivasankara Menon (1977-78)
- Halina Skibniewska (1977-78)
- Hervé Bazin (1979)
- Le Duan (1979)
- Urho Kekkonen (1979)
- Abd al-Rahman al-Sharqawi (1979)
- Miguel Otero Silva (1979)
- Mahmoud Darwish (1980-82)
- John Hanly Morgan (1980-82)
- Líber Seregni (1980-82)
- Mikis Theodorakis (1980-82)
- Indira Gandhi (1983-84)
- Jean-Marie Léger (1983-84)
- Eva Palmer (1983-84)
- Nguyen Hu To (1983-84)
- Luis Vidales (1983-84)
- Joseph Weber (1983-84)
- Charilaos Florakis (1983-84)
- Miguel d'Escoto (1985-86)
- Dorothy Hodgkin (1985-86)
- Herbert Mies (1985-86)
- Julius Nyerere (1985-86)
- Petr Tanchev (1985-86)
- Evan Litwack (1986-87)
- Abdul Sattar Edhi (1988)
- Nelson Mandela (1990)[2]